# Diplodus
Diplodus és un gènere de peixos de la família dels espàrids.

## Taxonomia
- Esparrall (Diplodus annularis) (Linnaeus, 1758)
- Diplodus argenteus argenteus (Valenciennes, 1830)
- Diplodus argenteus caudimacula (Poey, 1860)
- Diplodus bellottii (Steindachner, 1882)
- Diplodus bermudensis (Caldwell, 1965)
- Diplodus capensis (Smith, 1844)
- Diplodus cervinus cervinus (Lowe, 1838)
- Diplodus cervinus hottentotus (Smith, 1844)
- Diplodus cervinus omanensis (Bauchot & Bianchi, 1984)
- Diplodus fasciatus (Valenciennes, 1830)
- Diplodus holbrookii (Bean, 1878)
- Diplodus noct (Valenciennes, 1830)
- Diplodus prayensis (Cadenat, 1964)
- Morruda (Diplodus puntazzo) (Cetti, 1777)
- Sarg (Diplodus sargus) (Linnaeus, 1758)
  - Diplodus sargus ascensionis (Valenciennes, 1830)
  - Diplodus sargus cadenati (de la Paz, Bauchot & Daget, 1974)
  - Diplodus sargus helenae (Sauvage, 1879)
  - Diplodus sargus kotschyi (Steindachner, 1876)
  - Diplodus sargus lineatus (Valenciennes, 1830)
  - Diplodus sargus sargus (Linnaeus, 1758)
- Variada (Diplodus vulgaris) (Geoffroy Saint-Hilaire, 1817)